# Less (Unix)
less是UNIX、Microsoft Windows與类Unix系统上的終端機分頁檢視程式，用來一次用整個螢幕顯示的範圍展示（但不能編輯）文本文件的內容。其與more類似，但可以向前或向後瀏覽檔案的延伸功能。與大多數的Unix文字編輯器或檢視程式不同，less在啟動時不會一次讀取整個檔案，如此可以加快大檔案的載入速度。

## 歷史
Mark Nudelman最初在1983至1985年間編寫了less，當時是因為需要可以向後捲動顯示文字的more。原本less是為Unix開發的，但是其已被移植到其他許多作業系統，其中包含了MS-DOS、Microsoft Windows、OS/2與OS-9，以及如Linux等的类Unix系统。Nudelman至今仍在維護它。
為了協助記住less與more的不同，有個常見的笑話是"less > more"，代表了less的功能比more更多。類似的說法是"less is more, more or less"（「少即是多，或多或少」）。

## 用法
可以傳遞選項給less以改變其行為，例如要在螢幕上顯示的行數。部份選項可能會因作業系統而異。在less顯示檔案時，也可以使用多種指令來瀏覽檔案。這些指令是以more與vi使用的指令為基礎。並可在檔案中搜尋符合的字元模式。
預設情況下，less會將檔案內容顯示到標準輸出（一次顯示一個螢幕的範圍）。如果省略檔案名稱參數，則其會顯示來自標準輸入的內容（通常是另一個指令透過管道的輸出）。如果輸入被重新導向到終端機以外的任何東西，例如另一個指令的管道，則此時less的行為會類似於cat。
指令句法為：
```
less [選項] [檔案名稱]
```

### 常用選項
- -g：僅突顯任何搜尋字串的目前符合項目。
- -i：搜尋時不區分大小寫。
- -m：顯示更詳細的提示資訊，包含檔案位置。
- -N：顯示行號（檢視源代码時較有用）。
- -x3：將定位停駐點（每個定位字元的欄數）設定為指定的數字（在此例中為3，檢視源代码時較有用）。
- -S：停用過長行的換行。較長的行可用橫向捲動來檢視。
- -X：結束less時，將檔案內容保留在螢幕上。
- -?：顯示說明。
- --follow-name：跟隨模式，用來檢視輸出中的紀錄檔。

### 常用指令
| 按鍵         | 指令                                                                  |
| ------------ | --------------------------------------------------------------------- |
| Space bar    | 下一頁                                                                |
| d            | 下半頁                                                                |
| b            | 前一頁                                                                |
| u            | 前半頁                                                                |
| v            | 編輯內容                                                              |
| j 或 ↵ Enter | 下ㄧ行                                                                |
| k            | 前ㄧ行                                                                |
| Home         | 檔案頂部                                                              |
| End          | 檔案結尾                                                              |
| F            | 跟隨模式（供紀錄檔使用）。Follow Mode (for logs). Interrupt to abort. |
| g 或 <       | 第一行                                                                |
| G 或 >       | 最後ㄧ行                                                              |
| ⟨n⟩G         | 跳到第⟨n⟩行                                                           |
| /⟨text⟩      | 向前搜尋⟨text⟩。文字會被視為正则表达式。                              |
| ?⟨text⟩      | 如同/，但為向後搜尋。                                                 |
| n            | 下一個符合的搜尋結果                                                  |
| N            | 上一個符合的搜尋結果                                                  |
| Escu         | 關閉符合突顯（請見-g命令列選項）                                      |
| -⟨c⟩         | 切換選項⟨c⟩，例如-i會切換是否要在搜尋時忽略大小寫                     |
| m⟨c⟩         | 設定標記⟨c⟩                                                           |
| '⟨c⟩         | 跳到標記⟨c⟩                                                           |
| = 或 Ctrl+G  | 檔案資訊                                                              |
| :n           | 下一個檔案                                                            |
| :p           | 上一個檔案                                                            |
| h            | 說明。這會使用less顯示，q離開。                                       |
| q            | 離開                                                                  |

## 範例
```
less
 
-M
 
readme.txt
           
# 讀取 "readme.txt"

less
 
+F
 
/var/log/mail.log
    
# 供紀錄檔使用的跟隨模式

file
 
*
 
|
 
less
                
# 簡易檔案分析

less
 
-I
 
-g
 
void
 
*.c
          
# 在所有 .c 檔案不區分大小寫搜尋"void"

```

## 外部連結
- 官方网站